# El profesor particular
El profesor particular é uma telenovela mexicana, produzida pela Televisa e exibida em 1971 pelo El Canal de las Estrellas.

## Elenco
- Luz María Aguilar
- Isabelita Blanch
- Aurora Castillón
- Josefina Escobedo
- Bárbara Gil
- Miguel Manzano